# يو إف سي 190
يو إف سي 190: روزي ضد كوريا (بالإنجليزية: UFC 190: Rousey vs. Correia)‏ هو حدث لفنون القتال المختلطة نظمته يو إف سي، أُقيم في 1 أغسطس 2015، على صالة إتش إس بي سي في ريو دي جانيرو، البرازيل.